# ロシア連邦道路R254
ロシア連邦道路 R254（ロシアれんぽうどうろ R254、ロシア語: Федера́льная автомоби́льная доро́га Р-254 «Иртыш»  2018年1月1日までロシア連邦道路M51）または連邦道路イルティシュは、ロシア連邦のチェリャビンスクとノヴォシビルスクを結ぶロシア連邦道路である。チェリャビンスク州、クルガン州、カザフスタン共和国北カザフスタン州、オムスク州、ノヴォシビルスク州を経由する。総距離は1528km。欧州自動車道路E30号線、アジアハイウェイ6号線の一部である。

## 路線状況
全線アスファルトで舗装または未舗装であり、冬の気温は-11℃～-14℃程度である。すべての橋が60トン以上の耐荷重量を持つ。ルートの一部がカザフスタンを通るが、それを避けたい場合はチュメニ州を通る迂回路を通ることもできる。急カーブや急勾配の箇所もあり、運転には注意が必要である。チェリャビンスクを出るとクルガン州クルガン、カザフスタン共和国北カザフスタン州ペトロパブル、オムスク州オムスクを経由してノヴォシビルスク州ノヴォシビルスクに至る。

## 参照
1. ↑  2010年11月17日のロシア連邦政府928号決議